# مارینیسم

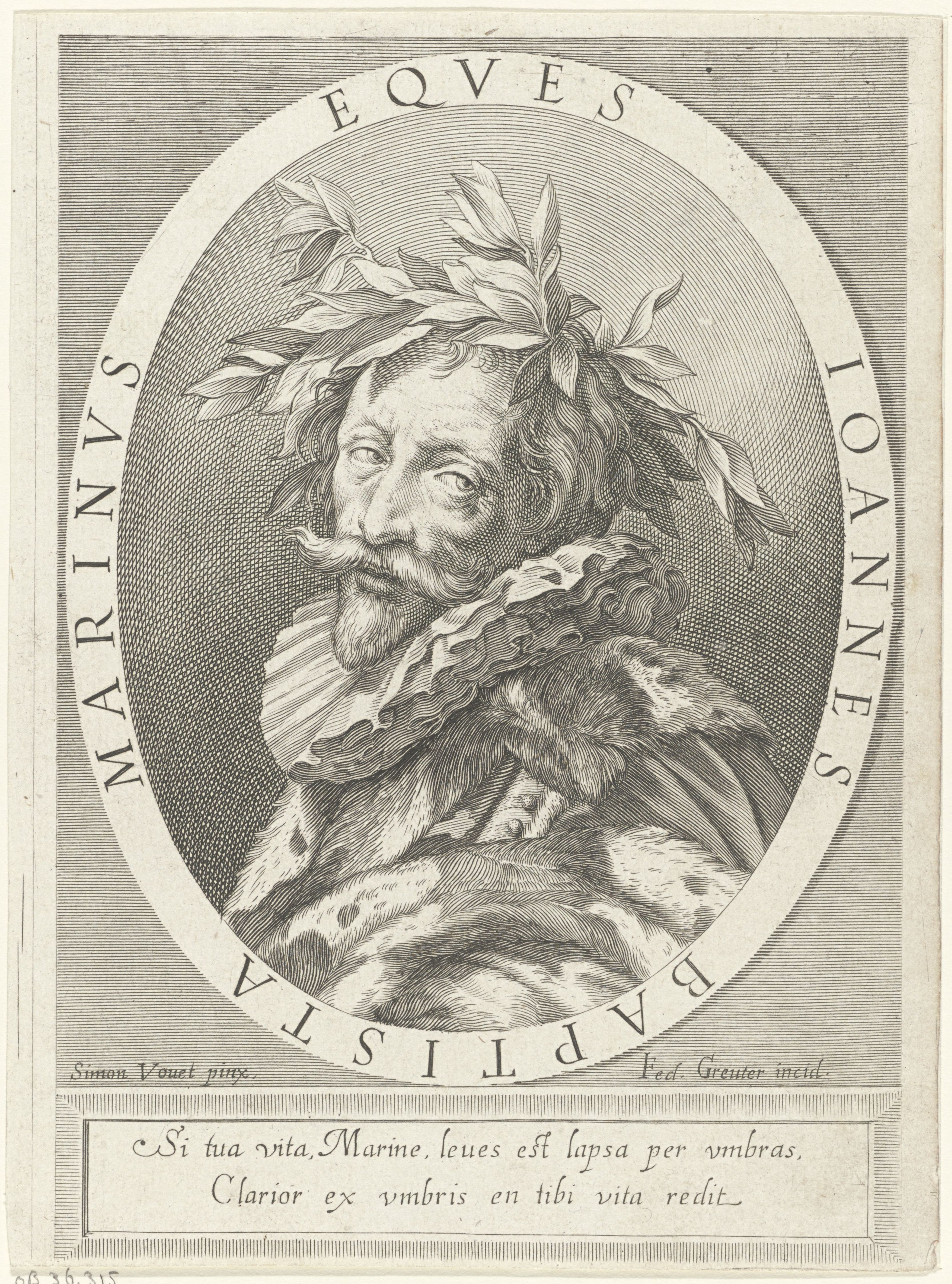
جیامباتیستا مارینو

مارینیسم (انگلیسی: Marinism)؛ (به ایتالیایی: marinismo) نامی است که به یک سبک پر آب‌و‌تاب و استعاری، و شوخ و ظریف در قرن هفدهم، از شعر و نمایش منظوم داده می‌شود، که به تقلید از جیامباتیستا مارینو (۱۵۶۹–۱۶۲۵) نوشته شده‌است.

## نام
منتقد جیمز وی. میرولو، نویسنده اولین تک‌نگاری انگلیسی در این زمینه، اصطلاحات را به شرح زیر متمایز کرد:
مارینیسم برای اولین بار در قرن گذشته [قرن نوزده] به‌عنوان اصطلاحی برای مضامین و تکنیک‌های مارینو و پیروانش ظاهر شد. همچنان با نام‌های سسنتیسمو و کنستیسمو (secentismo و concettismo) استفاده می‌شود، اگرچه سسنتیسمو دارای معانی تحقیرآمیزتر و همچنین پیامدهای فرهنگی گسترده‌تری است، کنستیسمو شیوه اروپایی سبک شوخ را در بر می‌گیرد. مارینیستا و مارینیستی به سیسنتو [قرن هفدهم] برمی‌گردند: استیگلیانی [در سال ۱۶۲۷] به پیروان مارینو به‌عنوان مارینیستی اشاره می‌کند (اوکیاله، ص. ۵۱۶). در جای دیگر (اپیست، جلد دوم، ص. ۶۰۴) او از لا تراما وارینسکا (دسیسه دریایی) صحبت می‌کند.

## میراث
گرچه مارینیسم شباهت‌هایی با دیگر جنبش‌های باروک اروپایی مانند یوفوییسم و کولترانیزمو دارد، اما اساساً یک پدیده ادبی ایتالیایی است. با این حال تأثیر آن در شاعران انگلیسی قابل تشخیص است؛ مانند ریچارد کراشاو، که اولین کتاب شعر مذهبی مارینو با نام قتل‌عام بی‌گناهان (La strage degli innocenti) را ترجمه کرد، و ویلیام دراموند از هاثورندن، که اشعارش نشان از مطالعه دقیق مارینو دارد، و ادوارد شربرن. به غیر از خود مارینو، مارینیست‌های برجسته عبارتند از: کلودیو آکیلینی، جوزپه آرتاله، چیرو دی پرس، وینچنزو دا فیلیکاجا، ژیرولامو فونتانلا، جاکومو لوبرانو، مارچلو ماکدونیو، جیووان فرانچسکو مایا ماتردونا، برناردو موراندو ژیرووامپ، و گیرولامو.